# Araschnia burejana
Araschnia burejana är en fjärilsart som beskrevs av Bremer 1861. Araschnia burejana ingår i släktet Araschnia och familjen praktfjärilar. Inga underarter finns listade i Catalogue of Life.

## Bildgalleri

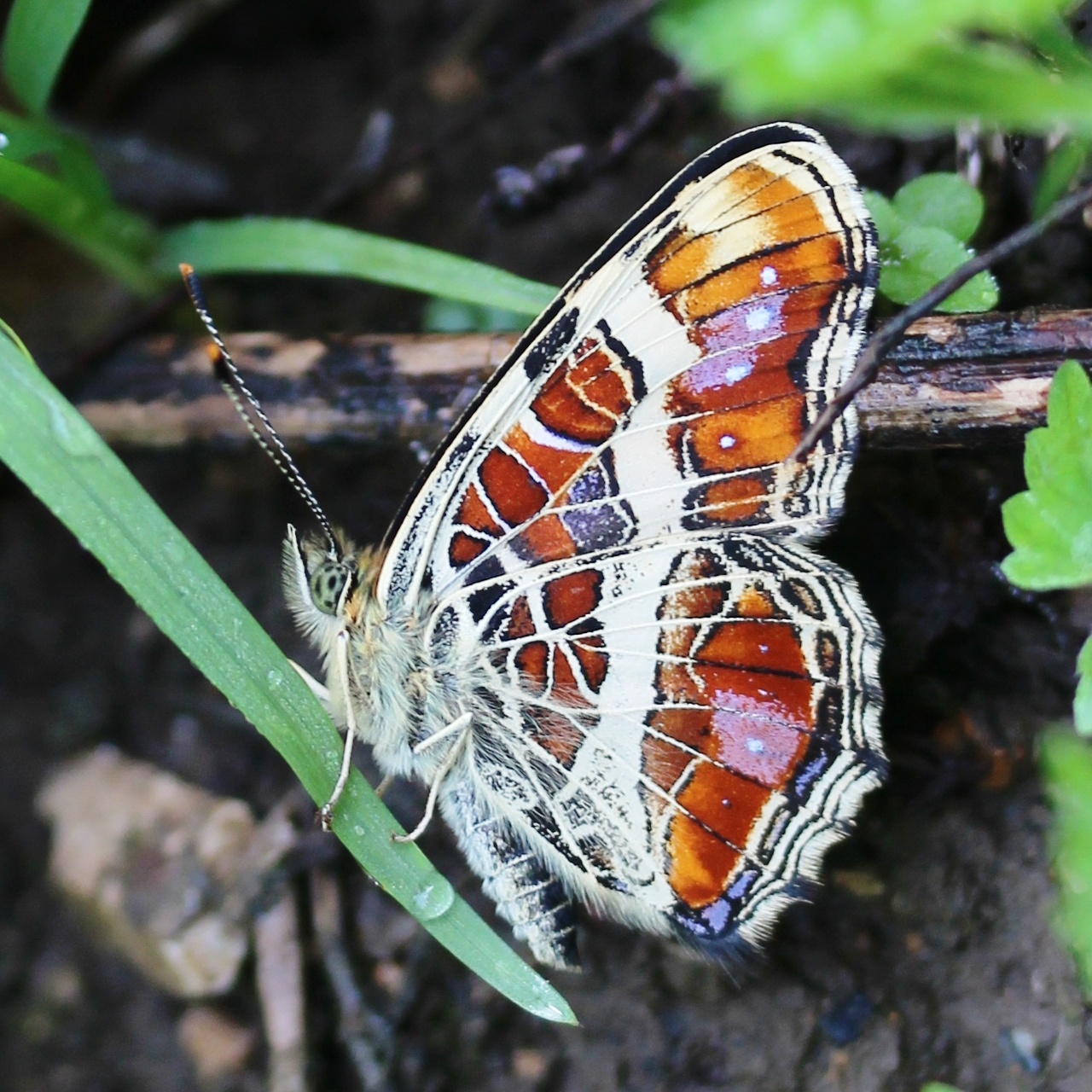
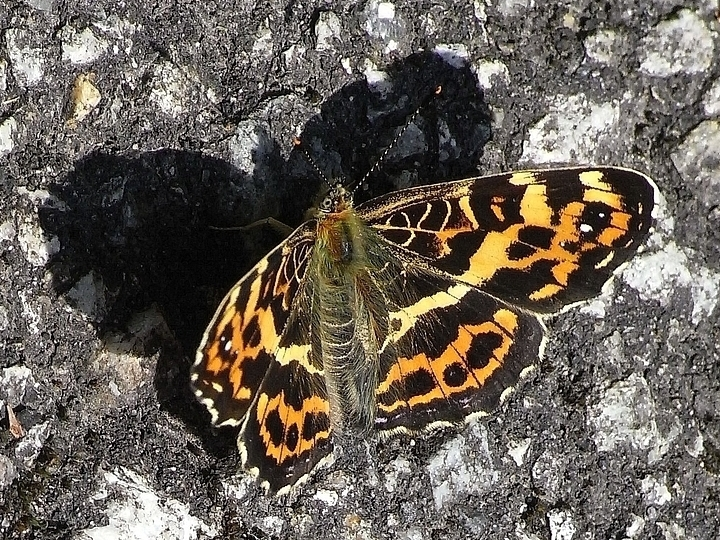
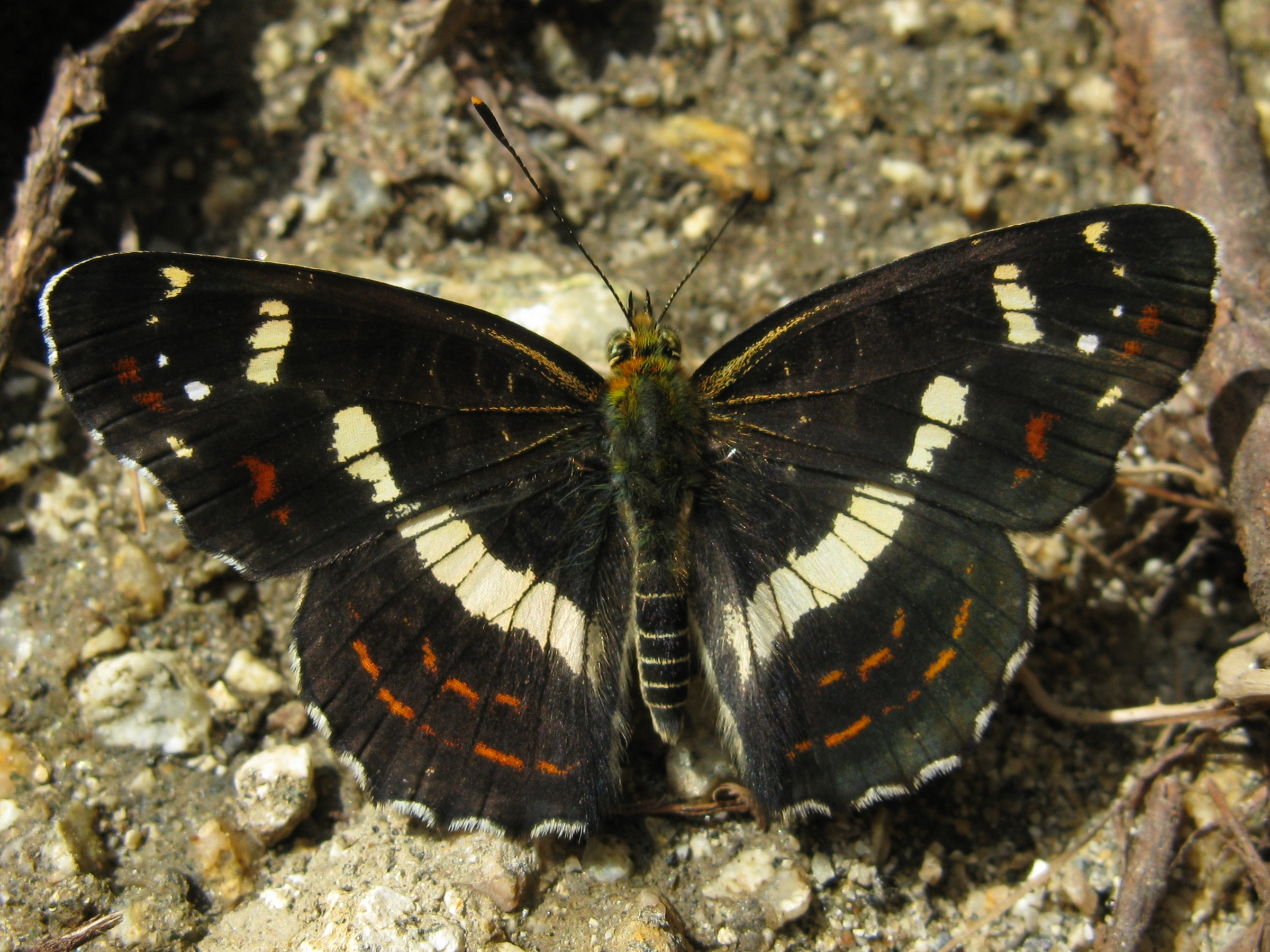